# Chandrayaan-4
Chandrayaan-4, del sànscrit: Chandra, "Lluna" i yāna, "artesania, vehicle", és una missió de retorn de mostres lunar de l''Organització Índia d'Investigació Espacial (ISRO) i la quarta iteració del seu programa d'exploració lunar Chandrayaan. La missió constarà de cinc mòduls que es portaran a l'espai en dos llançaments diferents. Està dissenyada per allunar, recollir mostres, emmagatzemar-les en un recipient al buit i portar-les de tornada a la Terra. També  efectuarà l'acoblament i el desacoblament de dues naus espacials que s'alinearan i s'uniran en òrbita lunar.
El 18 de setembre de 2024, Chandrayaan-4 va rebre l'aprovació del Govern de l'Índia (Gabinet de la Unió). S'espera que la nau estigui enllestida en 36 mesos i que el seu llançament es faci cap al 2027. Hauria de tornar fins a 3 kg de regolita lunar de prop de Statio Shiv Shakti, el mateix lloc d'aterratge de la missió espacial Chandrayaan-3.

## Objectius
L'objectiu general de la missió és recollir mostres de la superfície lunar i portar-les de manera segura a la Terra per fer estudis científics.
Els seus objectius específics són els següents:
1. Realitzar un allunatge segur i suau.
2. Recollir mostres lunars.
3. Demostrar la capacitat per efectuar l'ascens d'una nau des de la superfície de la Lluna.
4. Aconseguir l'acoblament i el desacoblament a l'òrbita lunar.
5. Transferir mostres d'un mòdul a un altre.
6. Demostrar la capacitat per efectuar el retorn i la reentrada a la Terra per al lliurament de les mostres recollides a la Lluna.

## Nau espacial
La nau espacial constarà de cinc mòduls empaquetats en dos blocs que es llançaran per separat, utilitzant dos vehicles de llançament que seran desenvolupats per l'ISRO. El primer llançament preveu portar a l'espai el mòdul d'ascens i el mòdul de descens. El segon llançament portaria el mòdul de transferència, el mòdul de reentrada i el mòdul de propulsió. La nau espacial final s'assemblarà en un mòdul integrat mitjançant l'acoblament a l'òrbita terrestre abans d'anar a la Lluna.
Les característiques dels cinc mòduls són les següents:
- El mòdul de propulsió és similar al mòdul de propulsió de Chandrayaan-3. Transportarà la nau espacial modular combinada a la Lluna.
- El mòdul de descens allunarà amb instruments de mostreig del sòl lunar. També servirà de suport a l'etapa d'ascens. Està dissenyat per durar 1 dia lunar o 14 dies terrestres.
- El mòdul d'ascens es llançarà des de la Lluna utilitzant el mòdul de descens com a plataforma de llançament després que les mostres de la Lluna s'hagin recollit i s'hi hagin emmagatzemat. Aleshores, entrarà en l'òrbita lunar baixa.
- El Mòdul de transferència recollirà les mostres del mòdul d'ascens, les transferirà al mòdul de reentrada, encendrà el seu motor per posar-se tant a si mateix com al mòdul de reentrada en direcció cap a la Terra, alliberarà la càrrega útil i tornarà per orbitar al voltant de la Terra.
- El mòdul de reentrada guardarà la mostra de l'òrbita lunar. Està dissenyat per sobreviure a la reentrada atmosfèrica i aterrar amb les mostres de regolita lunar.

Després de l'allunatge, està previst que un braç robòtic, muntat al mòdul de descens, reculli uns 2-3 kg de mostres al voltant del lloc d'allunatge i les transfereixi a un contenidor del mòdul d'ascens. A més, un mecanisme de perforació recollirà mostres subsuperficials i les transferirà a un altre contenidor del mòdul d'ascens.

## Lloc d'allunatge
Està previst que el lloc d'allunatge sigui a prop de Statio Shiv Shakti, el mateix lloc on va allunar Chandrayaan-3, que es troba entre els cràters lunars Manzinus P i Boguslawsky M a prop de la regió del pol sud de la Lluna. ISRO ha realitzat un estudi exhaustiu d'aquesta regió pel que fa a la morfologia, la hidratació i les anomalies de gravetat mitjançant dades obtingudes dels orbitadors Chandrayaan-2, Lunar Reconnaissance Orbiter (LRO), Lunar Prospector i GRAIL.